# آلکسی ناوالنی
آلکسی آناتولیویچ ناوالنی (به روسی: Алексе́й Анато́льевич Нава́льный؛ ۴ ژوئن ۱۹۷۶ – ۱۶ فوریه ۲۰۲۴) حقوقدان، سیاستمدار و منتقد سیاسی-اقتصادی ولادیمیر پوتین رئیس‌جمهور روسیه بود. وی یکی از رهبران اصلی اعتراضات سال‌های ۲۰۱۲–۲۰۱۱ در روسیه بود. ناوالنی پس از گذراندن دوره درمان مسمومیت با سمِ نُویچُک، در ۱۷ ژانویه ۲۰۲۱ از آلمان به روسیه بازگشت و در فرودگاه دستگیر شد و به اتهام اختلاس به سه سال و نیم زندان محکوم شد. وی در دادگاه، اتهام اختلاس علیه خود را نادرست خواند و همه اتهامات را رد کرد. وی در ۱۶ فوریه ۲۰۲۴ در زندانی در «مدار شمالگان» جان سپرد.

## فعالیت سیاسی

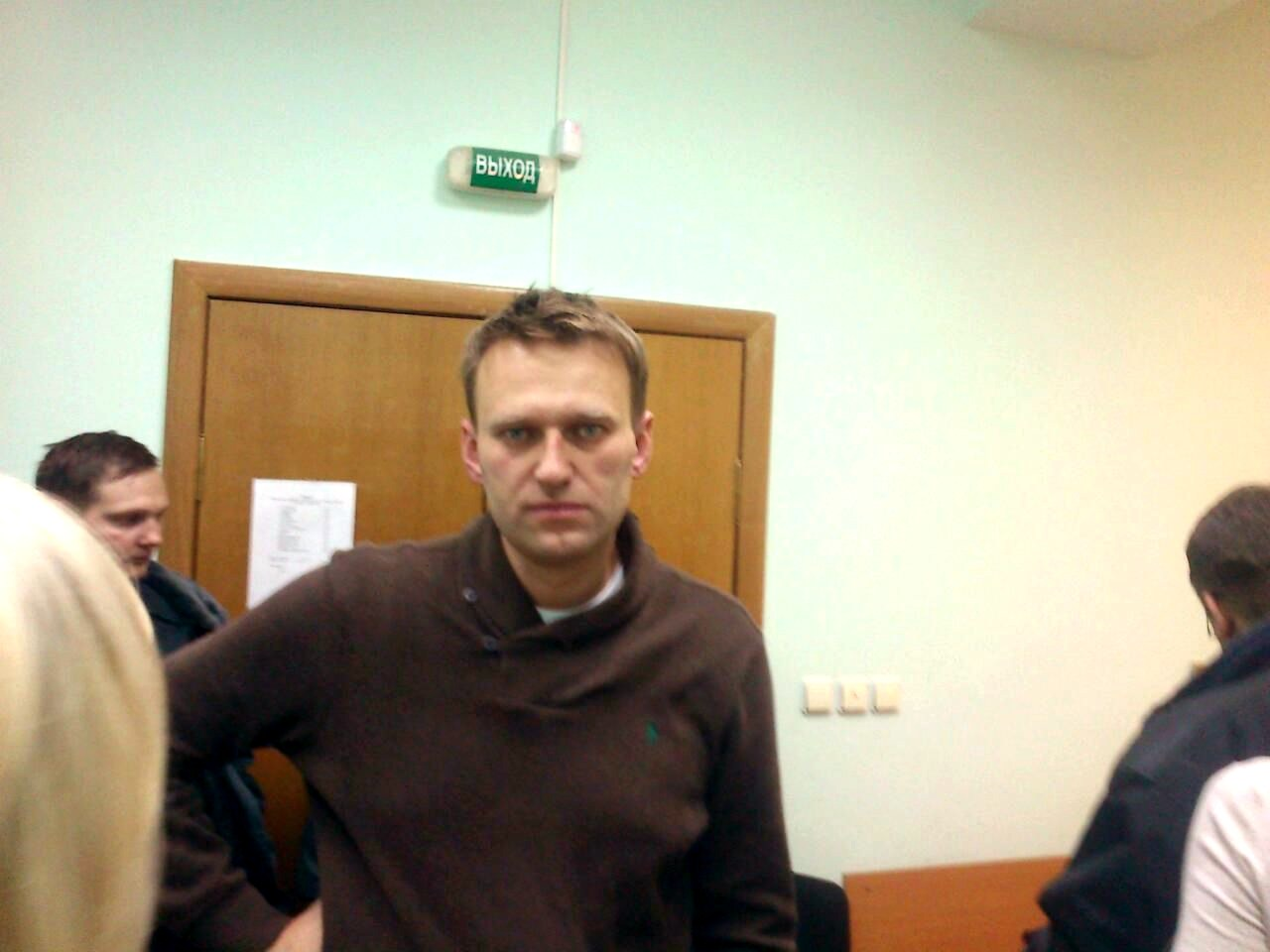
ناوالنی در دادگاه، ۶ دسامبر ۲۰۱۱

عمده فعالیت‌های سیاسی اجتماعی ناوالنی از سال ۲۰۰۹ آغاز شد. در سال ۲۰۱۰ در یک رای‌گیری اینترنتی که برای نامزدی شهرداری مسکو انجام شد، وی توانست ۴۵ درصد آراء را به خود اختصاص دهد.
در نوامبر ۲۰۱۰ گزارشی را در بلاگ خود، که «ژورنال زنده» نام دارد، منتشر کرد و طی آن مدعی شد که رؤسای شرکت ترانس‌نفت مبلغ ۴ میلیارد دلار در جریان احداث خط لوله شرق سیبری دزدیده‌اند.
در دسامبر ۲۰۱۱ و در ماه‌های فوریه و مارس ۲۰۱۲ ناوالنی به همراه دیگر رهبران معترض، تظاهرات وسیعی در شهر مسکو علیه روند انتخابات و نامزدی پوتین در این انتخابات براه انداختند. وی همچنین همکار نزدیک پوتین یعنی ایگور شوالوف را متهم کرد که از شرکت‌های متعلق به رومن آبراموویچ و آلیشر عثمانف مبلغ ده‌ها میلیون دلار دریافت کرده‌است.
پس از انتخاب پوتین مجدداً تظاهرات وسیعی را در میدان پوشکین به همراه دیگر ناراضیان برگزار کردند که باعث دستگیری و زندانی شدن ناوالنی به‌مدت ۱۵ روز گردید. سازمان عفو بین‌الملل وی را «زندانی برای ابراز عقیده» نامگذاری کرد.
در ژوئیه ۲۰۱۳ برای انتخاب شهردار مسکو نامزد گردید ولی در مراسمی که در جلوی کاخ کرملین برگزار کرده بود، دستگیر و سپس آزاد گردید و رادیو و تلویزیون از تبلیغ ناوالنی جلوگیری کرد. در این رای‌گیری حدود ۲۷ درصد آراء را کسب کرد و شهردار مسکو که از طرفداران پوتین بود حدود ۵۱ درصد آراء را به‌دست‌آورد.
در آوریل ۲۰۱۴ دادگاهی در مسکو ناوالنی را به اتهام اختلاس از یک شرکت سازنده وسائل آرایشی محاکمه و به حبس خانگی محکوم کرد تا در جریان محاکمه مسکو را ترک نکند. گفته می‌شد ممکنست دادگاه وی را به ۸ سال زندان و پرداخت جریمه نقدی محکوم کند.
دادستان مسکو در ۱۹ دسامبر ۲۰۱۴ درخواست ده سال حبس یرای ناوالنی نمود ولی وی خود را در ارتباط با اختلاس بیگناه می‌دانست. روز سه شنبه ۳۰ دسامبر ۲۰۱۴ هزاران نفر در مسکو علیه رای دادگاه دست به تظاهرات زدند. ناوالنی درحالی که حصر خانگی را نادیده گرفته و قصد الحاق به تظاهر کنندگان را داشت توسط پلیس دستگیر گردید.

## مسمومیت
وضعیت ناوالنی در پروازی در پنج‌شنبه ۲۰ اوت ۲۰۲۰ از سیبری به مسکو به‌طور ناگهانی متشنج شد و فیلم‌های ویدئویی نشان می‌دهند که وی با صدای بلند ناله می‌کند و خدمه در هنگام پرواز به سمت وی می‌آیند. پس از آن وی به کما می‌رود و هواپیما مجبور به فرود اضطراری می‌شود. ناوالنی سپس در ۲۱ اوت از امسک به آلمان منتقل شد تا تحت مداوا قرار گیرد. به گفتهٔ مقاماتِ دولتِ آلمان، مسمومیتِ وی با سمِ نُویچُک صورت گرفته بود.

### بهبود و بازگشت به روسیه
وی پس از بهبود در آلمان، از تصمیمِ خود برای بازگشت به روسیه خبر داد.

### بازداشت
آلکسی ناوالنی در ۱۸ ژانویه ۲۰۲۱ به کشورش بازگشت و بلافاصله در بازرسی گذرنامه در فرودگاه بازداشت شد. مقام‌های زندان فدرال روسیه نیز بازداشت وی را تأیید کردند.

## کاخی برای پوتین
در ۱۹ ژانویه ۲۰۲۱، یعنی یک روز بعد از بازگشت به روسیه و بازداشت ناوالنی در فرودگاه بین‌المللی شرمتیوو، مستندِ کاخی برای پوتین منتشر شد. این فیلم مورد توجه علاقه‌مندان قرار گرفت. نیم ساعت بعد از انتشار، نیم‌میلیون نفر آن را تماشا کردند.

## اعتصاب غذا در اعتراض به شکنجه
آلکسی ناوالنی چهارشنبه ۳۱ مارس ۲۰۲۱ اعلام کرد که در اعتراض به «شکنجه» و «عدم رسیدگی به مشکلات جسمی‌اش» اعتصاب غذا می‌کند. وی جمعه ۲۳ آوریل ۲۰۲۱ (سه اردیبهشت ۱۴۰۰) گفت که پس از دریافت مراقبت‌های پزشکی و اخطار پزشکانش، به اعتصاب غذای خود پس از ۲۴ روز پایان می‌دهد چرا که ادامهٔ این اعتصاب می‌تواند جانش را به خطر اندازد.

## مرگ

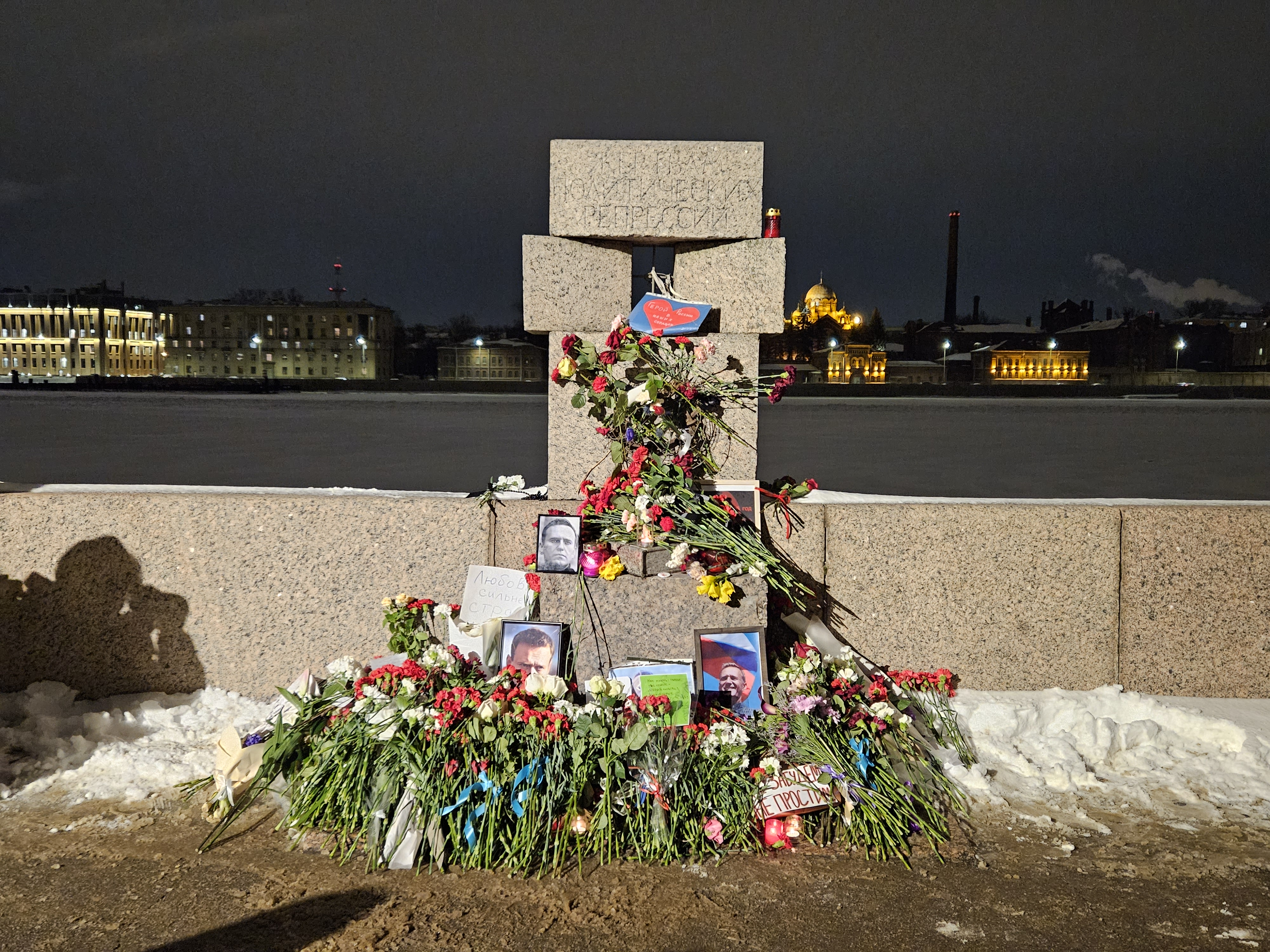
یادبود مرگ الکسی ناوالنی، سن پترزبورک، ۱۶ فوریه ۲۰۲۴

در ۱۶ فوریه ۲۰۲۴، سازمان زندان‌های روسیه گزارش داد که ناوالنی در حبس و ظاهراً بر اثر لخته شدن خون درگذشته است. سازمان زندان‌های روسیه در منطقهٔ یامالو نِنِتس این کشور اعلام کرد که آلکسی ناوالنی در یک اردوگاه کیفری در خارپ در قطب شمال -که یکی از سخت‌ترین زندان‌های روسیه به‌شمار می‌رود- پس از هواخوری، «احساس ناخوشی» کرده و بلافاصله پس از آن «بی‌هوش» شده و اقداماتِ احیاء بر او بی‌اثر مانده‌ است. ناوالنی  به‌هنگام مرگ، ۴۷ ساله و در حالِ سپری کردنِ ۱۹ سال حکمِ حبسِ خود بود.
مرگ وی واکنش‌های بسیاری را برانگیخت. رهبران کشورهای غربی، دولت روسیه را مسئول مرگ ناوالنی دانستند.

## جوایز و افتخارات
- شخصیت برجسته سال ۲۰۰۹ توسط مجله اقتصادی Vedomosti
- عنوان World Fellows Program توسط دانشگاه ییل در سال ۲۰۱۰
- قرارگرفتن در لیست «صد متفکر برجسته جهان» توسط فارن پالیسی Foreign Policy در سال ۲۰۱۱ و ۲۰۱۲ و ۲۰۱۳.[۳۱]
- لیست «صد شخصیت تأثیرگذار» توسط مجله تایم در ۲۰۱۲.